# Žid a Francie
Žid a Francie (francouzsky Le Juif et la France) byla propagandistická antisemitská výstava v Paříži. Probíhala od 5. září 1941 do 15. ledna 1942 v paláci Berlitz a poté byla přenesena do Bordeaux a Nancy. Výstavu zorganizoval Výzkumný ústav pro židovské otázky (Institut d'étude des questions juives), dohled nad ní mělo německé velvyslanectví.
Výstava byla založena na práci George Montandona, profesora na Vysoké škole antropologie v Paříži a autora knihy Comment reconnaître le Juif? (Jak poznat Žida?) publikované v listopadu 1940. Výstava byla tedy prezentována na rasově „vědeckých“ základech.
Hlavním tématem bylo ukázat celkový špatný vliv židů na instituce a části francouzské společnosti: armáda, film, ekonomie, literatura aj. Obrazová dokumentace měla návštěvníkům pomoci získat jasnou a konkrétní představu o vlastnostech a vzhledu židů, kdy vystavené fotografie a modely ukazovaly židovské tváře odpovídající antisemitským stereotypům jako orlí nos nebo špinavé vlasy.
Výstavu využila k protižidovské propagandě vláda ve Vichy, aby svým občanům umožnila rozpoznat francouzské židy podle jejich fyzických vlastností. Výstavu navštívilo asi 200 000 lidí.